# Дылдина, Илана Исламжановна
Ила́на Исламжановна Ды́лдина (в девичестве — Исакжанова, псевдоним — Ю́рьева; род. 7 июля 1988, Фрунзе, Киргизская ССР, СССР) — актриса, участница телевизионного юмористического шоу «Уральские пельмени» (с 2012 года).

## Биография
Родилась четвёртым ребёнком в семье, есть брат и две сестры. С раннего возраста любила петь и танцевать. Уже в семь лет вела на местном телевидении передачу для детей «Светлячок». В тот же год стала обучаться в музыкальной школе игре на фортепиано.
Была записана на спортивно-бальные танцы.

Добилась высокого уровня подготовки в квалификации танцоров — класса «С» по спортивно-бальным танцам. Получив аттестат о среднем образовании, поступила на факультет режиссуры и мастерства актёра СПбГУКИ, занималась под руководством В. М. Лебедева. Одновременно ездила по кастингам и начала сниматься в кино.
В 2012 году приглашена в шоу «Уральские пельмени». Первой работой Исакжановой в его составе стала роль учительницы, бесконечно поправлявшей свои очки.
Замужем за Дмитрием Дылдиным, дочь Диана (род. 2015).
Супруг занимается медовым бизнесом.

## Театральные работы
Работала в Московском театре музыки и драмы Стаса Намина с 2012 года.
- Садовая роза («Маленький принц»)[12]
- Розочка («Снежная королева»)[12]
- Толпа: апостолы, солдаты, нищие («Иисус Христос Суперзвезда»)[12]
- Племя Любви («Волосы»)[12]
- Отличницы («Битломания»)[12]

## Фильмография
- 2009 — Литейный (3-й сезон, 21 серия «Дословный перевод») — Дарья, портье
- 2009—2010 — Слово женщине — эпизод
- 2010 — Государственная защита. Фильм 1-й — медсестра
- 2010 — Десант есть десант — Гульнара
- 2011—2018 — Универ. Новая общага — Света
- 2011 — След (748-я серия) — Марина
- 2012 — Валера ТВ (ТВ-шоу) — Няша
- 2013 — Реальные пацаны (5-й сезон) — медсестра
- 2014 — Практика — Инна, медсестра
- 2015 — Одной левой — Марина, помощница Софи
- 2024 — Обоюдное согласие (2-й сезон) — Юля Кардан, подруга Марины
- 2024 — Мама будет против — инспектор Роспотребнадзора

Озвучивание
- 2021 — Гоу, Феликс! / Félix et le trésor de Morgäa (Канада, анимационный) — Анни, русское озвучивание